# HIT STREET
『HIT STREET』（ヒット・ストリート）は、エフエム大阪で放送されている番組である。

## 概要
話題の楽曲を下記放送時間の枠にて流している。一部の番組内及び番組の間で、パーティシペーション (PT) としても流されることがある。
ステーションブレイクとして流す場合もあれば、フィラー番組のとしての役割もあるため放送時間・枠数は月単位で変動することもある。2024年3月31日までは1枠の放送時間は最小2分 - 最大35分だったが、同年4月1日よりFM大阪でのJFNC制作番組の大半が放送打ち切りとなり、放送していたJFNC制作番組枠が殆どHIT STREET枠に転換された。このため、55分枠・60分枠をはじめ最大175分枠まで拡大された。翌5月には一部の自社制作箱番組が先月をもって終了となり後番組として、さらに枠が増大された。
2024年5月18日からは、土曜日・日曜日の早朝～夜に設定されていた25分～60分の放送枠は、『SET LIST for You』の放送開始にともない転換された。5分～15分枠・深夜枠及び平日の25分～60分枠は従来通り変更なし。但し2025年1月より、日曜5:00 - 5:30に当番組が、水曜19:00 - 19:30に『SET LIST for You』が充てられたため、曜日・時間帯に関係なく放送することとなった。また同月より平日深夜1時～5時の間に放送されていた自社制作番組が一部終了・枠移動したため、その後番組として当番組が充てられた。これにより、放送枠が最大240分まで拡大され、深夜枠は毎日放送をすることとなった。
月曜未明（日曜深夜）の放送分についてはメンテナンスタイムのため、休止になる場合がある。

## 放送時間

### 現在の放送時間
（2025年5月現在）
月 - 木曜
- 22:55 - 23:00[7][8]

火 - 木曜
- 1:00 - 5:00[9][10]

火 - 土曜
- 0:55 - 1:00

月曜
- 1:00 - 5:00[11][12]
- 19:25 - 19:30

火曜
- 20:00 - 20:30[9]

水曜
- 19:15 - 19:30

金曜
- 2:00 - 5:00[9][13]
- 5:00 - 6:00[14]
- 18:55 - 18:57[15]

土曜
- 3:00 -5:00[16]
- 7:25 - 7:27[15][17]
- 9:25 - 9:30
- 12:55 - 13:00[18]
- 13:55 - 14:00
- 15:55 - 15:57[15]
- 21:55 - 22:00

日曜
- 0:55 - 1:00
- 2:30 - 5:00[19]
- 5:55 - 6:00
- 6:15 - 6:30[20]
- 9:55 - 10:00
- 15:55 - 15:57[15]
- 19:55 - 20:00[21]
- 21:25 - 21:30[22]
- 21:55 - 22:00[23]
- 22:25 - 22:30

### 過去に設定されていた放送時間
（2025年5月現在）
月 - 水曜
- 5:00 - 5:55[24][25]

月 - 木曜
- 5:30 - 5:45
- 5:55 - 6:00
- 19:30 - 20:00[26]

月 - 金曜
- 20:55 - 21:00
- 21:55 - 22:00
- 23:55 - 翌0:00[27]

火 - 金曜
- 1:55 - 2:00[28]

月曜
- 3:30 - 4:00
- 19:00 - 19:25[9][29]
- 19:50 - 20:00

火曜
- 19:00 - 19:30[30]
- 19:30 - 19:50
- 20:00 - 20:30[9]

水曜
- 18:45 - 18:55
- 19:00 - 19:30[31]
- 19:25 - 19:30

木曜
- 5:15 - 5:30
- 5:30 - 5:55[9][25]
- 20:45 - 20:55[32]

金曜
- 1:00 - 1:30[33]
- 1:25 - 1:30[34]
- 1:25 - 2:00[35]
- 1:30 - 2:00[28]
- 2:30 - 3:00[36]
- 19:00 - 19:30
- 20:55 - 21:00
- 21:25 - 21:30
- 21:55 - 22:00
- 22:55 - 23:00

土曜
- 5:00 - 5:55[9][37]
- 5:25 - 5:30
- 5:55 - 6:00[38]
- 6:00 - 7:00[9][37]
- 7:30 - 7:55[37]
- 8:15 - 8:30[39]
- 8:25 - 8:30[40]
- 10:55 - 11:00[41]
- 15:55 - 16:00[21]
- 19:25 - 19:30[42]
- 19:55 - 20:00[21]
- 20:00 - 20:30[43]
- 20:25 - 20:30
- 20:30 - 21:00[44]
- 20:55 - 21:00
- 21:30 - 22:00[45]
- 22:55 - 23:00
- 23:55 - 翌0:00

日曜
- 3:00 - 3:30
- 5:00 - 6:00[46]
- 5:00 - 5:30[47]
- 5:30 - 6:00
- 6:15 - 6:30
- 6:25 - 6:30
- 6:15 - 6:45[48]
- 7:25 - 7:30
- 7:30 - 7:45
- 7:45 - 8:00[49]
- 7:55 - 8:00
- 9:00 - 9:30[37]
- 9:30 - 9:55
- 10:55 - 11:00[50]
- 13:55 - 14:00[51]
- 14:55 - 15:00
- 16:55 - 17:00
- 17:55 - 18:00
- 18:30 - 18:55
- 18:30 - 19:00[37]
- 20:00 - 20:30[52]
- 20:15 - 20:30
- 20:55 - 21:00
- 21:00 - 21:30
- 21:25 - 22:00
- 22:55 - 23:00[38]
- 23:55 - 翌0:00[53]